# Padrela e Tazem
Padrela e Tazem ist eine Gemeinde (Freguesia) im portugiesischen Kreis Valpaços. In ihr leben 277 Einwohner (Stand 19. April 2021).